# Aphanistes tricolor
Aphanistes tricolor är en stekelart som beskrevs av Tohru Uchida 1958. Aphanistes tricolor ingår i släktet Aphanistes och familjen brokparasitsteklar. Inga underarter finns listade i Catalogue of Life.